# 埃莱娜·格里马尔迪·卡塔内奥肖像
埃莱娜·格里马尔迪·卡塔内奥肖像是安东尼·范戴克的一幅油画。
这幅画绘制于范戴克旅居意大利热那亚期间（1621年至1627年）。1942年起藏于华盛顿国家博物馆。
画中描绘埃莱娜身穿华丽的深色长裙，在露台上优雅地前进，黑人仆人恭顺地跟在她身后，用一把亮红色的遮阳伞为她遮阳。伞的强烈红色，与贵妇人的苍白形成鲜明对比，营造出一种非凡的色彩效果。